# 刘宋
宋（420年－479年）史稱劉宋或稱南朝宋，又称前宋，是中国歷史上南北朝时期南朝的第一个朝代，东晋元熙二年（公元420年），宋武帝刘裕取代东晋政权而建立。国号宋，定都建康（今江苏省南京市），因国君姓刘，为与后来赵匡胤建立的宋朝相区别，故又称为刘宋或南朝宋。以刘裕世居彭城为春秋时宋国故地，故以此为国号。又以五德終始說，刘宋为水德，故别称水宋。刘裕称帝后，大力推行改革，压制土地兼并，整顿官僚系统，任用寒门世族；发展经济，至宋文帝刘义隆时刘宋出现了经济繁荣，政治较为清明的时期，史称“元嘉之治”。刘宋是南朝版圖最大的朝代，當時所謂「七分天下，而有其四」。439年，北魏統一中国北方後，與劉宋形成南北對峙。劉宋强盛时，其统治地区北以秦岭、黄河与北魏相邻，西至四川大雪山，西南包括云南，南至越南中部横山、林邑一带。
464年宋孝武帝過世後，劉宋許多昏暴之君接連上台，導致有兵權的地方宗王與強臣造反（強臣多脅持宗王起兵），造成兵禍連結或政治整肅的大內鬥。首先，466年淮北的軍鎮因內戰失敗而投降北魏，劉宋失去齊魯、皖北與蘇北三地；其次，大將蕭道成因結交宋末權倖王道隆等人而竄升，經過多次平叛與政變後，479年篡位建南齊。

## 历史

### 劉裕建宋
刘宋开国皇帝刘裕出于行伍，自幼家贫。时值东晋末期，民變此起彼伏，朝廷内部斗争也十分激烈。402年，东晋大将桓玄乘朝廷实力虚弱，起兵篡位，国号“楚”。刘裕与刘毅等起兵勤王，并最终消灭了桓玄。此后，刘裕率军南征北伐，其势力不断得到稳固壮大，并先后攻灭刘毅、司馬休之等实力派，最终迫使晋恭帝将帝位禅让给他，420年劉裕建宋，年號永初。刘裕即位後，因為他已在晉末實行各種改革如土斷、壓制豪強、澄清吏治、強化軍隊等等，所以在位的三年中，除了恢復漢代舉孝廉、策秀孝的制度並強化官僚法制之外，主要政策仍是在休養生息、恢復晋末北伐的國力損傷，並計畫在422年出征北魏。結果422年五月刘裕得病驾崩，北伐取消。

### 元嘉之治
422年劉裕死，太子劉義符即位，史稱宋少帝。北魏趁機派十萬大軍南侵，佔領洛陽等河南地區，逼退宋將檀道濟。424年，徐羨之、謝晦等託孤輔政大臣害怕失德無禮的少帝會敗壞國政，遂以「廢昏立明」為名號，廢殺劉義符，改立劉裕的第三個兒子劉義隆為皇帝，是為宋文帝，年號元嘉。宋文帝在426年除掉權臣徐羨之等人後親政，他在位三十年，励精图治、知人善任、提倡節儉並澄清吏治，国家经济因此大力提升，被稱為元嘉之治，為六朝治世之典範（也是江東第一個治世）。经过文帝励精图治，晋末以来“治纲大弛，权门并兼，强弱相凌；百姓流离，不得保其产业”的状况有所改善。史称其时：“三十年间，氓庶蕃息，奉上供徭，止于岁赋。晨出暮归，自事而已。……民有所系，吏无苟得。家给人足，即事虽难，转死沟渠，于时可免。凡百户之多，有市之邑，歌谣舞蹈，触处成群。盖宋世之极盛也。”

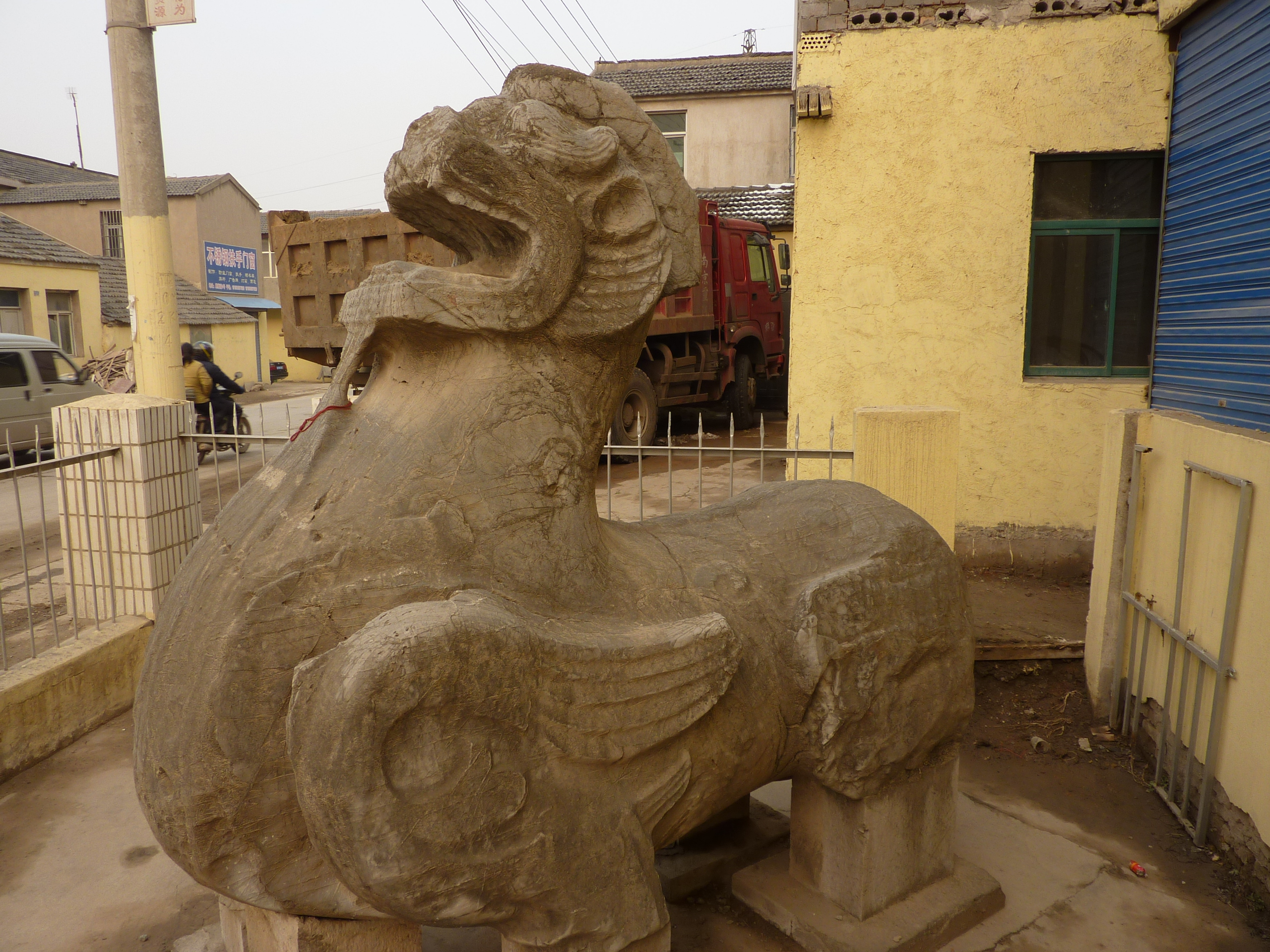
南京初寧陵上的東麒麟（遺址）：初寧陵是劉裕的陵墓，為劉宋國家精神的凝聚所在

430年起，宋文帝首次北伐，到彦之率領的五萬宋軍成功佔領河南洛陽等地。但由於軍力不足，加上文帝的過度指挥，以致北魏逼退宋軍數萬主力後，於431年重佔河南。436年名将檀道濟因军功被宋文帝猜忌而被铲除，又使刘宋失去能與北魏制衡的大將。445-446年當北魏發生蓋吳起事時，刘宋未能即時北伐。到445年時，北魏趁勁敵柔然暫衰時開始發動多次小規模南征，雙方於淮南來回拉鋸，元嘉二十七年（450年），宋文帝出兵六萬北伐北魏河南之地（二次北伐），但卻被北魏太武帝拓跋燾所率之六十萬大軍正面擊敗，六十萬魏軍遂引兵南下，威迫建康。魏軍所過之處大肆搶掠燒殺，江淮地區損失慘重、「邑里蕭條」，元嘉之治由此衰落。宋文帝在452年趁拓跋燾遇弒之機會，派軍進行第三次北伐，但仍無功而返，此後劉宋無力再舉，注定日後國防線逐漸南撤的命運。
453年，宋文帝长子刘劭發生巫蠱事件，弒父即位，其三弟劉駿起義兵攻劉劭，獲得各方軍鎮的支持，於是斬劉劭於台城，劉駿自立為帝，是為宋孝武帝。

### 孝武繼立
宋孝武帝統治期間，雖有諸王劉義宣、劉誕等相繼叛亂，但大多很快平定，和北魏的戰事也只限於山東半島，雖小勝北魏但影響不大，因此總體來說，孝武帝統治的十一年算是一段相對安定的時期，孝武帝的積極政策也促進了江南的開發與貨幣經濟的發展。一直到463年底至464年，浙江等地發生大旱災，造成嚴重的大饑荒，浙江十分之六的戶口餓死逃散，死亡三十多萬人。
宋孝武帝是一個頗有作為、積極改革制度的皇帝。他加強中央集權，撤除「錄尚書事」職銜，並分割州、郡以削弱藩鎮勢力，並開始以中書舍人戴法興、巢尚之等人處理中樞機要事務，形成後代所謂「寒人掌機要」的政治局面，孝武帝的集權化統治也被史書稱為「主威獨運，官置百司，權不外假」。孝武帝同時重用江東寒門沈慶之與傖荒北人柳元景，依照兩人的功績，先後提拔為三公，開啟吳興沈氏與河東柳氏攀升為南朝高門的起始之路，並開創南朝寒門、寒人以軍功升為三公的先例。
孝武帝另外也對門閥制度進行一定程度的整頓，給予世族制度新的生機。除了拔用上述的沈、柳為三公之高門，更提拔孤寒衰微的袁粲為員外散騎侍郎和侍中；拔擢寒門的顏竣、寒素的顏師伯成為高官重臣；任用南北之望的名士琅邪王彧、會稽孔覬為散騎常侍，一度矯正過去散騎常侍受人輕視的不良習慣；甚至從461年開始，把與商人等通婚、私下經商的士族，開除士族資格並黜為將吏，是為檢籍政策的先聲。

### 明帝篡統
464年夏季，孝武帝死，其子劉子業繼位，荒淫残暴，朝廷內外人情汹汹，心懷恐懼，劉子業不久被湘東王劉彧弒殺。宋明帝劉彧在建康自立為帝後，因為得位不正，面臨孝武帝第三子劉子勛登基為帝、聯合兄弟方鎮圍攻建康的艱鉅情勢。宋明帝政權雖然領土、人口都不到劉子勛政權的十分之一，但是以伐亂為名，憑藉量少質精的中央軍，採取各種積極手段：
1. 採用才幹名士蔡興宗的意見，撫慰叛亂將士在京師的親人，安定人心。
2. 重用沈攸之、張永、蕭道成等才幹武將。
3. 放權給諸弟劉休仁等人積極平亂。

於是上下一心、兵強將勇，因此打敗劉子勛並平定江南與淮南各地區，最後全面誅殺孝武帝子孫。但是淮北方鎮薛安都等人為了自保而向北魏求援，於是北魏大軍在四年之內陸續攻下淮北、山東半島地區，劉宋戰亂不斷，國力大衰，民生凋敝。又因為必須對有功的軍人加官晉爵、大肆封賞，於是造成士族制度的嚴重破壞，清濁不分、官品淆亂。
472年，宋明帝死，太子劉昱繼立，宋明帝遺詔命蔡興宗、袁粲、褚淵、劉勔、沈攸之五人託孤顧命大臣，分別掌控內外重區，另外命令蕭道成為衛尉，參掌機要。其中遺詔雖任命袁粲、褚淵在中央秉政，但實際上接受宋明帝秘密遺命，就近輔佐新帝劉昱，掌控宮中內外大權的人物，是宋明帝最親信的側近權倖——王道隆與阮佃夫二人。

### 後廢帝政亂
宋明帝在死前，為了穩固兒子的皇位，大肆誅除有能力的皇弟宗室、功臣武將和高門士族，造成劉昱繼位後中央和地方軍鎮互相猜忌、攻伐的政治亂象，使得武將蕭道成因此崛起，逐漸掌握中央軍權。特別是474年，桂陽王劉休範以清君側之名造反，殺死了權倖王道隆與顧命大將劉勔，幾乎就要攻下建康城，但蕭道成即時回軍，平定亂事。事後蕭道成接替劉勔的地位，上升為與宰相袁粲並列的「四貴」之一，更受到權倖阮佃夫的倚重，因此交結地方軍鎮都督，權勢日漸擴大。476年，文帝在世长孙建平王刘景素在京口起兵，亦被萧道成等镇压。477年，年滿15歲的劉昱在殺掉權臣阮佃夫後，與蕭道成發生激烈衝突，但卻意外被蕭道成弒殺，蕭道成趁機改立明帝第三子劉準為皇帝，即宋順帝。蕭道成獨攬軍政大權後，挾持軟弱的褚淵，以武力平定忠宋大臣袁粲和荆州刺史沈攸之。同年，以谋反为由杀南平王刘伯玉。
479年，萧道成以谋反为由铲除鄱阳王刘士弘兄弟、原南平王刘宣曜兄弟、临川王刘绰，杀武陵王刘赞；邵陵王刘友、衡阳王刘伯道、始平王刘延之、巴陵王刘冲始、长沙王刘纂、南丰王刘颁也都在这一年“薨逝”，《南史》记载为“宋之王侯无少长皆幽死矣”。
同年，年幼的宋顺帝劉準把帝位禅让给了蕭道成，宋被南齐所取代。當時民間以一首歌謠傳述蕭道成殺袁粲篡宋的事業：「可憐石頭城，寧為袁粲死，不作褚淵生！」

## 疆域與行政区划

### 疆域變動
劉宋一朝的疆域變動不小，但總體來說是國界不斷向南退縮。
從宋武帝劉裕時代（420-422年）以黃河為界，與北魏對峙的局面，到劉裕死後的423年，北魏趁機攻下河南三鎮（洛陽、虎牢、滑台），從項城到濟南大致形成一條國界線，分開北魏與劉宋，劉宋仍保有山東半島與江蘇省北部的淮北地區。但與北魏為界的大塊面積，因為屢遭兩方進攻掠奪，成為所謂「邊荒」地區，僅剩居民聚集在榛木所圍成的山寨堡壘，被稱為「榛人」。項城到濟南的「邊荒」國界維持長達四十三年，四十三年中兩國大軍屢次越界征伐，但屢得屢失，兩方都無法把佔領的土地長久地穩固下來，因此維持四十多年勢均力敵的局面。
一直到466年，劉宋山東、淮北的鎮將薛安都、崔道固等人，因為害怕篡位自立的宋明帝討伐他們，而向北魏求援。北魏趁機派五萬以上的大軍，於打敗宋明帝的北征軍張永之後，陸續在四年內攻下山東、淮北的所有城鎮，劉宋被迫以淮河與北魏為界。雖然宋明帝心有不甘，屢次派沈攸之等人北征，但從此（469年後）南朝與北魏的淮河國界就大致固定下來，一直到31年後（500年南齊末）才因為壽陽鎮將裴叔業投降北魏，使國界進一步往南退。

### 行政區劃與核心軍鎮
刘宋的行政区划袭承东晋，实行州、郡、县三级制。
州是第一级行政区。州的最高行政长官称刺史，劉宋一朝的州數大致在二十州上下，至宋末穩定為二十二州。其中不少州是僑寓州，為寄住在南方州郡上，不一定有實土。
尹、郡、王国、公国（部分）是第二级行政区。尹的最高行政长官称尹，郡的最高行政长官称太守，王国的最高行政长官称内史，公国的最高行政长官称相。
县、公国（部分）、侯国、伯国、子国、男国是第三级行政区。县的最高行政长官称令或长，公国、侯国、伯国、子国、男国的最高行政长官称相。
劉宋前期繼承「東晉門閥政治」的地理格局，以荊州（鎮江陵）和南徐州（鎮京口）為核心軍鎮，所以劉裕規定兩州必由劉氏宗王擔任刺史。其中荊州因為州大民多、「地廣兵強」，又統攝雍、南梁、益等州，支撐劉宋西半的安危，故有「分陝」之稱，劉裕遺詔說荊州刺史需「諸子次第居之」，說明荊州的重要性略高於北府兵根本的南徐州。劉宋宗王擔任荊州刺史的結果，是促使荊州士族與揚州士族的合流，大致結束東晉百年荊、揚對立的局面，代表人物即是江陵士族劉柳、劉湛父子，曾各自取得相當於副宰相的官位與權勢。
中期因為454年荊州刺史劉義宣，趁著新帝劉駿即位的弱勢格局，發動十萬荊州鎮軍挑戰建康，因此劉駿在同年平定劉義宣之亂後，即刻從荊州東部分出新的一州名郢州，並廢除荊州重兵來源的南蠻校尉，其營戶兵力遷至建康，有效地削弱荊州，瓦解其「分陝」地位。之後劉駿又土斷雍州，大幅強化雍州的實力，不但讓原來的大荊州地域，陷入荊、雍、郢三州相互牽制的局面，後來隨著雍州軍力的不斷加強，至宋末沈攸之起義失敗之後（478年），「江陵素畏襄陽人」的局面已大致形成。

## 政治體制
劉宋選官制度仍以九品中正制為主，但宋初門閥制度的整體格局，卻是從東晉末年義熙時代（405-419年）劉裕等京口北府的軍事集團崛起開始，延續繼承下來的新格局。也就是說，大量京口將領混入世族門閥的結構中（多成為中下層世族），擠壓了原來名門舊族的地位與空間，因此南朝士族從劉宋開始，常會刻意去排擠寒門、寒人，好顯示自己的清高地位。於是高門就有許多「士庶區別，國之章也」、「士庶之際，實自天隔」的言論出現，這實際上是名門舊族的一種防禦性反應。
雖然宋初就有武人將領合法地進入世族結構中，但劉宋前半的元嘉之治，士族制度卻是極其完備的，一般也認為是文化士族的「全盛期」（同時也是「最後的榮光時期」）。在宋文帝治下，史稱其「綱維備舉，條禁明密，罰有恆科，爵無濫品。故能內清外晏，四海謐如也」，當時的江南社會：「閭閻之間，講誦相聞；士敦操尚，鄉恥輕薄。江左風俗，於斯為美，後之言政治者，皆稱元嘉焉」。這是因為宋文帝除了重用並放權給兼具才幹與名望的風雅士族，如王華、王曇首、殷景仁、謝弘微、劉湛、范曄、江湛、王僧綽等，更重要的是，文帝也能夠尊重王敬弘、王球這一類缺乏理政才幹的高門清望，雖不給實權，但仍任命為副宰相與吏部尚書，在用人上保持住門閥制度的清濁流品，因此能激清揚濁，使得「士敦操尚，鄉恥輕薄」。
劉宋中期的門閥制度，雖然因為450年宋文帝大舉北伐失敗後的困局，使寒人得以竄改籍注或詐列士籍，混亂士族的流品，但在宋孝武帝的整頓革新之下，仍使門閥制度獲得一定的生機。一直到465年宋明帝自立為帝後，才因為廣募部曲、濫賞軍功，造成士族制度嚴重破壞，成為劉宋滅亡的重要原因。

## 外交關係
劉宋前期為對付北魏，積極聯絡柔然、胡夏、北燕、高句麗、吐谷渾，希望對北魏包夾圍攻，但都被魏軍以優勢機動力各個擊破，無法發揮包夾的效果。其中劉宋與柔然的聯盟關係最穩固也最持久（延續到南齊），對北魏的危害也最大，因此北魏常要先北向摧毀柔然的主力，然後才敢在隔年大舉南伐劉宋。

### 北魏
劉宋與北魏的對峙，除了幾次大規模的戰爭衝突以外，其實一半以上的時間，雙方保持相對和平的外交關係。雖然劉宋稱北魏為「索虜」、北魏稱南朝為「島夷」，但他們仍不定時的互派使者「交聘」，維持南北的交涉往來。南北通使往來，在南北史書上的記載雖然各有偏頗扭曲，如魏書記載，421年劉裕派沈範、索季孫等到北魏「朝貢」（宋書記為「報使」），但是實際上是一種平等的對等關係。而且使者代表國家，南北的競爭不只是軍事武力的競爭，文化與氣度上也有互別高低的意味，從劉宋中期開始，南北雙方開始精選使者的素養氣質，如清代史家趙翼所稱「必妙選行人，擇其容止可觀，文學優瞻者，以充聘使」。如果出使有失國體，使者回國後則會被嚴加懲處，這多發生在北魏前期文化素養不高的條件下。劉宋中期時，南北曾有五年的互市貿易。453年宋孝武帝登基後，北魏派使者「求通戶市」，宋孝武帝在與公卿大臣廣泛議論後，決定答應互市。兩國官方的貿易關係，大約持續到458年邊境發生小規模戰事而止。

### 東北亞

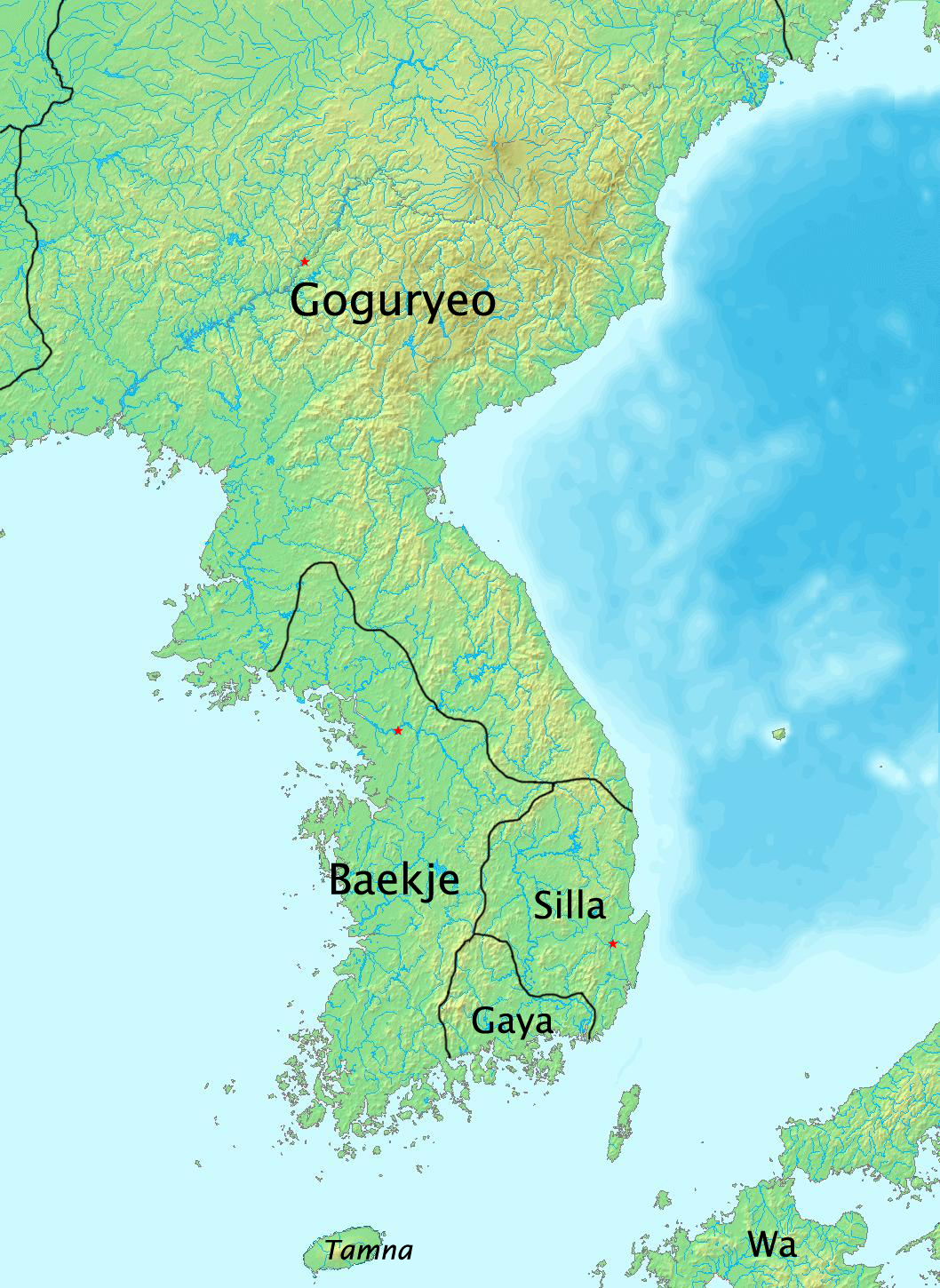
朝鮮半島諸國圖（375－426年），北方大國為高句麗、半島西南是百濟（Baekje）、半島正南小區塊為伽倻（Gaya，可能即是任那）、半島東南為尚未文明化的新羅（Silla）

劉宋與東北亞的倭國、百濟則有密切的朝貢關係，倭國曾在晉末、劉宋對江東朝貢十多次，史書記載有五位倭王，是為倭五王；百濟在劉宋後期與江東的關係更形緊密，似乎結成軍事同盟，共抗北魏。因為469年北魏完全奪取劉宋在山東半島的城鎮後，百濟因為早前渡海在遼西或山東半島沿岸設有港岸據點，因此與南朝同樣面臨北魏的軍事壓力，479年宋齊易代之後，北魏還曾在488年派軍進攻過百濟的城鎮，卻被百濟打敗。另外又因為百濟與倭國對於朝鮮半島東南部的伽倻（任那）可能有爭奪關係，因此兩國在對劉宋的朝貢外交中常常是互相牽制的對立關係。也因為兩國都想要討好劉宋，所以頻頻向劉宋朝貢示好。譬如倭國在朝貢時，一直希望劉宋冊封倭王為「都督」百濟在內的大將軍，讓倭王有統治百濟的名分，但要求總是被劉宋拒絕。
高句麗因為是朝鮮半島與東北亞中最強的國家（更是東亞世界中僅次於魏、宋的第三強國），所以對劉宋的朝貢關係不太緊密，兩國關係主要是針對北魏而結成的鬆散軍事聯盟。高句麗常會單方面中斷對劉宋的朝貢，說明劉宋對高句麗只存在形式上且薄弱的君臣關係。不過在465年之前，因為劉宋強盛的水軍能夠在渤海沿岸執行任務，相對於遠離海岸且毫無水軍的北魏勢力，高句麗在465年前一直選擇劉宋作交往、朝貢的對象。劉宋曾在438年派將領王白駒，率水軍七千人渡海到高句麗的遼東，想迎接兩前年滅國的北燕主馮弘來到南方，結果高句麗先把馮弘處死，並派兵把王白駒繳械，強制遣送王白駒等回劉宋，隔年再回送八百匹馬給宋作賠禮；到了465年後，可能因為當年劉宋發生劇烈的內鬥（見劉子勛條），高句麗從此改對北魏進行較為緊密的朝貢關係，並在469年後長期疏遠南朝（北魏在469年攻下山東半島），只和南朝保存微弱的外交聯繫。475年高句麗更大破劉宋的盟友百濟，破其國都、殺百濟王，佔領漢江流域，國力達到極盛。這次劉宋沒有再派出水軍到遼東、朝鮮，說明劉宋的無力干涉與衰落。

### 東南亞

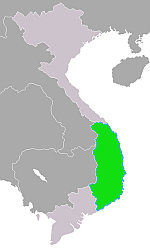
林邑國之大略領地

劉宋交州（越南北部）的南邊與林邑國（今越南之中南部）接鄰。東晉末期，林邑有數年的內亂，劉宋建國元年420年，交州刺史杜慧度派兵萬人南征林邑，林邑請降，並向宋廷致送大象、金銀、古貝等禮物。421年，林邑王陽邁一世遣使到宋廷入貢，並獲宋武帝冊封。但到陽邁二世時，於427年入侵日南、九德等郡。431年，林邑入貢宋廷。432年，陽邁二世派水兵入侵九真，交州刺史阮彌之派軍抵抗，驅逐至區粟而回。433年，陽邁二世遣使到宋廷，要求「領交州」，宋廷不許，陽邁二世因此大為憤恨，雖常遣使入貢，但亦常派兵入侵交州。
446年，宋文帝派龍驤將軍交州刺史檀和之、太尉府振武將軍宗愨等征討林邑。戰前，文帝提示檀和之，倘若林邑國能夠誠心求和，便可答允。檀和之派人向陽邁二世諭以恩信時，陽邁二世竟加以扣留，於是雙方進行交戰。林邑軍先以大象軍取得首勝，後來宗愨提議用獅子的外型去威嚇大象，可以取勝。主帥檀和之採納計策，果然大敗林邑軍。宗愨部隊更一舉攻克首都林邑（Campapura），擄獲無數珍寶、黃金數十萬斤，陽邁二世出逃。此一征戰令林邑元氣大傷，「家國荒殄，時人靡存」。此後，林邑國沒有再起兵進犯交州，對劉宋甚為恭順，多次遣使到建康訪問進貢。

## 民族政策
自晉室南遷之後，苟延殘喘地偏安江南。原本居於華北的漢人氏族為了逃難而向南遷徙，大量來自中原的移民士族改變了江南地區的人文景觀，甚至口頭語言也逐漸與古河洛語言接軌。

### 南蠻政策
南朝宋時期，主要把土著蠻夷分成蠻人、俚人、僚人三種類型，三者有時被通稱為「南蠻」。蠻人在長江流域以板循蠻、盤瓠蠻與廩君蠻实力最大，板循蠻又稱賨人，原居益州巴郡閬中一帶，之後經渝水北遷漢中、關中。廩君蠻原在益州巴郡、荊州江陵一帶，後來擴展到長江漢水與淮西一帶。史書上提到的巴東蠻、宜都建平蠻都是指廩君蠻。盤瓠蠻又稱「溪人」，發揚地在辰州，分佈現在的湖南與江西一帶。
南朝劉宋政府為了對付蠻人，在荊州置南蠻校尉、在雍州置寧蠻校尉，專責教化及討伐南蠻。為了在荊雍的強大蠻族群體，南朝劉宋政府在440至470年代曾發動大規模地討蠻運動，有兩次的主將分別為雍府大將沈慶之、荊州刺史沈攸之，捕獲數十萬的蠻族人力。而在450年代，沈慶之、王玄謨大致討平淮水蠻，強化了劉宋在淮南地區的國防。
俚族的範圍在南嶺、今貴州南部到海南島、越南北部一帶。468年起李長仁與李叔獻兄弟據交州抵制刘宋朝廷，當時的宋明帝政權因為正與北魏全力爭奪山東、淮北地區，無力征討交州，只好承認李長仁的刺史名號，維持劉宋對交州名義上的統治，並於471年在交、廣兩州交界地新設越州，以防禦李氏兄弟。李氏兄弟很可能具有交州俚僚族群的血統，他們在交州的割據一直維持到485年才被齊武帝討平。
僚人主要分散在四川、漢中的山谷空地，與賨人的分布區頗有重疊。當時「僚人與夏人（漢人）參居者，頗輸租賦」，說明其編戶化與華化的趨勢較重。

## 軍事制度
劉宋常態兵力大約二、三十萬，極限動員時可能有四十萬，但劉宋在淮水以北征伐時，因為受限於後勤供應，只能發動五、六萬兵力，使得北伐經常失敗。劉宋前期北府兵獨大，成為中央軍與荊州、北徐州方鎮的主力來源，故此時仍以世兵制為主；中期荊雍兵崛起，逐漸取得一定的優勢，學者田餘慶認為：「北府兵力日衰，荊雍兵力日盛，是同一個歷史過程的兩個方面」。此時世兵制衰落，軍隊主力逐漸被募兵制和徵兵制取代，特別是將領自招部曲的募兵制，更成為宋末軍隊中的精銳核心。譬如469年後流亡南方的青齊豪族，就被蕭道成收納招募為將官、部曲，成為蕭道成建齊易宋的主力。學者有的稱此武力集團為「淮陰集團」，有的稱之為「青徐集團」。

## 人口
宋孝武帝大明八年（464年）官方紀錄，全國有901,769戶，5,174,074人，但因為十多年前發生北魏破壞江北的燒殺屠掠，江北人口大減，以及463-464年浙江等地發生大飢荒，浙江人口死亡逃散十分之六，所以劉宋盛世年代（元嘉之治）的官方戶口數字，應當超過一百萬戶、六百萬口。

## 經濟
劉宋的江北地區主要是村塢型經濟，常受戰亂影響而發展有限；江南社會主要是莊園經濟。世族與寺院的莊園大部分都是多方經營，從自給自足的性質，朝向商品經濟發展。農田有良好的水利系統供種植稻、麥、粟、桑、麻、蔬菜等作物，還可以種植竹木果樹、養魚、畜牧等等。還有紡織、釀造、生產工具等手工業。世族的莊園生產主要交給佃客、部曲和奴隸，而寺院是一般僧侣與民戶。由地主集中開墾，這對於地區的開發起一定的作用。由於世族享有特權，佛教較為盛行，致使地主莊園與寺院莊園膨脹，並且隱匿許多農戶。

### 農業
農業是莊園經濟的重心，深受朝廷與世族關切。開墾山林與土地兼併的情形在劉宋一直非常旺盛，朝廷雖有禁令，但難以禁止世族兼併土地或霸占山澤，宋孝武帝大明元年（457年）朝廷乾脆承認佔領山林川澤的法令以限制世族搶佔範圍。法令頒布後果然刺激豪門權貴兼併山澤土地的活動，也因此促進了商品經濟的發展。劉宋相對北魏來說比較安定，南渡的移民在初期與末期仍然絡繹不絕，農業生産繼續有所發展。比較突出的地區有荊、揚二州，而益州居次。揚州是劉宋最發達的地區，其中以建康及其周圍地區發展最大。而三吳地區（吳郡、吳興、義興）是中央財庫、各種支出的主要來源。

### 手工業
由於朝廷大力提倡農桑，戶調征絹布，當時絹布的地位等同貨幣，這些都促進紡織業的生產。劉宋的紡織業與養蠶業比較發達，產地以荊、揚二州為主。由於絲、綿、絹、布等是國家調稅的主要項目，因此紡織是民間普遍的副業。織錦業則在益州為主，劉裕滅後秦，把關中的織錦戶遷到江南，開始在江南發展織錦業。當時富豪人家穿綉裙，著錦履，以彩帛作雜花，綾作服飾，錦作屏障。朝廷設有專官管理礦冶，用水排鼓風冶鑄。鍊鋼則使用一種雜煉生鐵和熟鐵的灌鋼法。這種方法可以鍊出優質鋼，用來製造寶劍和刀。瓷器的燒制技術早在三國、晉朝時期成熟。劉宋時以青瓷為主，產地集中在會稽郡（浙江紹興）。其硬度高，釉料勻，通體青瑩。江南其餘地區的制瓷技術各有自己的特點。劉宋的紙張潔白勻稱，完全取代了簡牘，藤紙與麻紙都很流行。造船業也十分興盛，如宋末沈攸之起義反蕭道成時，荊州作部曾「裝戰艦數百千艘」，而且三吳運河網也持續修造，到南齊時已大致完成，暢通了三吳與建康的交通。

### 商業
劉宋農業和手工業發達，加上江河交通便利，使得商業日漸發達，江南社會穩定地朝貨幣經濟與商品經濟發展，甚至連江北的漢中地區，也在劉宋中期開始使用貨幣。但由於國家控制的銅礦不足，使得幣制屢變，質量不精。市場上有普通的生產用品、生活用品與奢侈品，商賈小者坐販於列肆，大者轉運於四方，而凡是大批運進的商品買賣，多是世族莊園所生產的經濟作物。商稅是朝廷收入的大宗，然而世族有免關稅權，在任期屆滿時帶著大批貨物作為「還資」，然後轉販各地。商業重鎮有建康、江陵、成都、廣州、广陵等地。建康是三吴的經濟中心。會稽、吳郡、餘杭居次。廣州是海上貿易重鎮，貿易對象有东南亚各國、天竺、獅子國、波斯等國。江陵是關中、豫州、益州、荆州、交州、梁州的轉運站。成都不僅商業繁盛，也是蜀錦的重要產地。

## 文化

### 文學

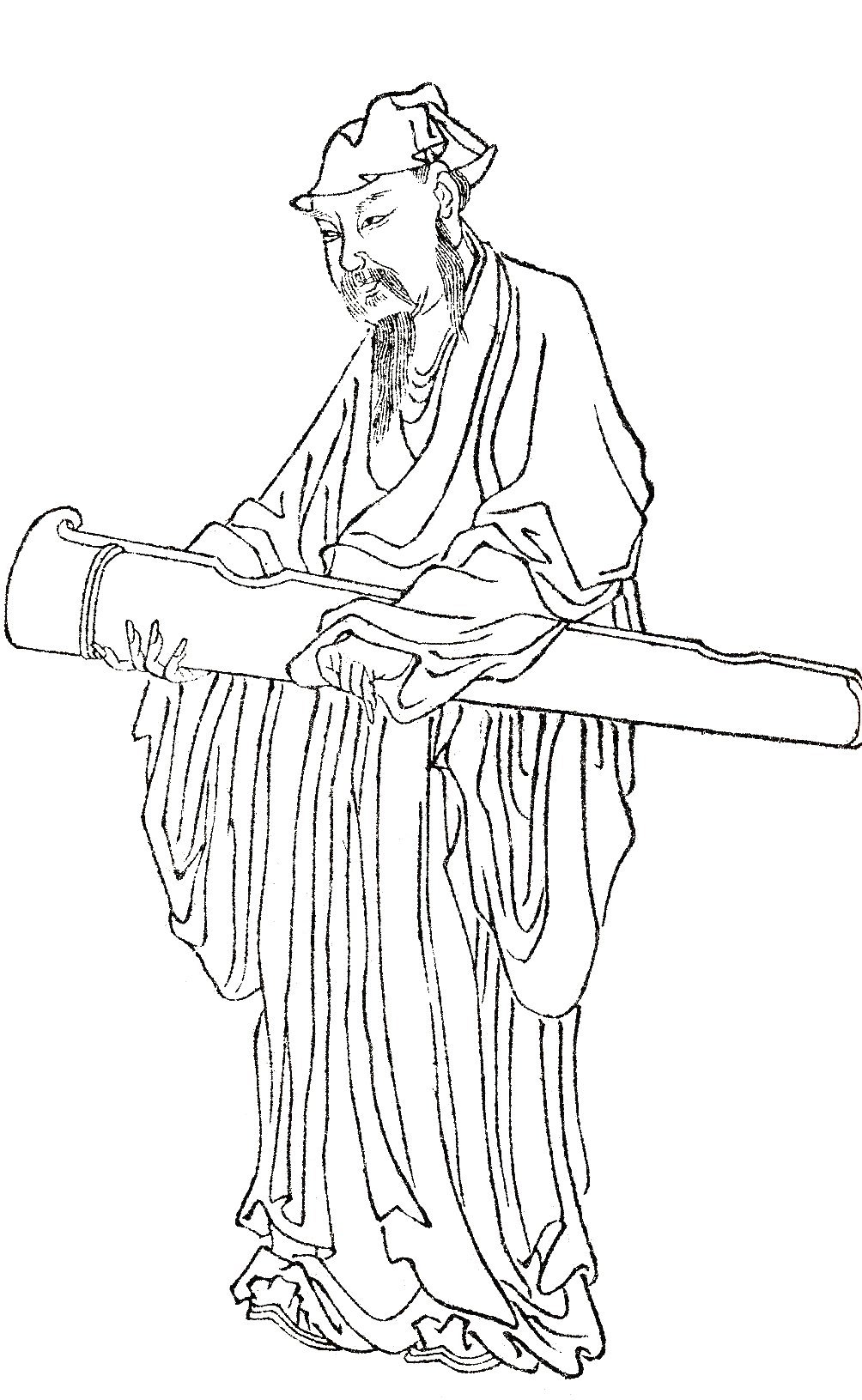
晉末宋初的田園詩人陶淵明，他忠於東晉而不滿篡弒的劉宋王朝，以東晉遺民自居（此圖出自1921年出版的《晩笑堂竹荘畫傳》）

劉宋詩風流行的是元嘉體。元嘉體是宋文帝元嘉年間的詩風，代表人物有「元嘉三大家」謝靈運、顏延之與鮑照。他們的共同功績是把古體詩推進到完全成熟階段，並且注意聲律和對偶的運用，並且逐漸發展出近體詩；袁淑、謝莊亦為有名詩人。民間詩人則以劉宋初期的陶淵明最具代表性，其擅長描述田園生活，風格清新樸實，提升古體詩內涵，表現出高遠純潔的情操。其作品《桃花源記》寓意追求一個可供逃避亂世的和諧世界，富有哲理。其詩歌、散文及辭賦廣泛影響後世名家如王維、李白、杜甫、蘇軾、辛棄疾、陸游等人。

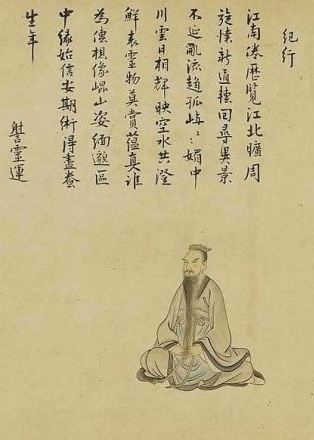
劉宋一代文豪謝靈運，由18世紀的日本畫家狩野常信繪製

小說受到名士清談的影響，促成軼事小說的出現，最有名的是宗王劉義慶招集文人才士所編寫的《世說新語》，為後世文學作品提供大量典故和成語，也是唐代晉書編撰的重要史料來源。

### 史學
劉宋繼承了漢代以來設官修史之制。宋設著作官，負責撰修國史（本王朝史）及帝王起居注。宋代最著名的兩本史籍，是范曄的《後漢書》與裴松之的《三國志注》。《後漢書》新增「獨行」、「逸民」（或「隱逸」）、「列女」等類傳記各種人物面貌，最被稱道；裴注著重資料搜集、補充史事，不再局限於對音訓及解釋史文，對中國的注史方法產生有相當影響。裴松之對史料相互考異，日後史家有所繼承，如司馬光撰《資治通鑑考異》。裴注裡又有對前代史家的評論，這推動了中國史學批評的發展。
劉宋時譜學（或叫譜牒學）在門閥社會影響下而開始盛行。各家士族郡望為求鞏固社會地位和政治權利，乃撰修家牒，以彰顯自身血統、門第及婚宦。繼家譜出現後，又有了家譜學的研究，當時便出現「統譜」、「百家譜」等書籍。

### 藝術

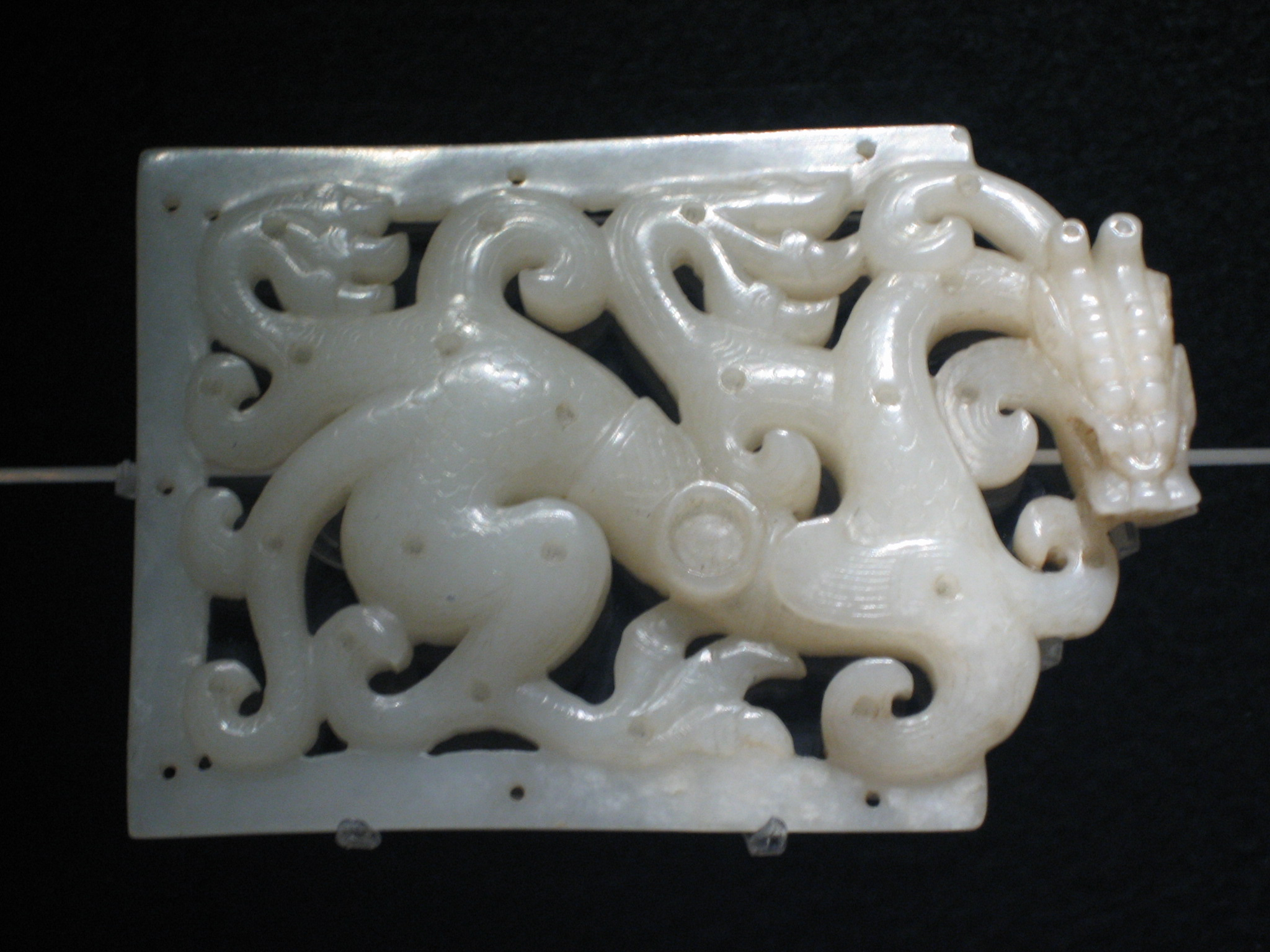
劉宋時的龍型腰帶扣，收藏在上海博物館

劉宋在東晉之後，延續晉代的文化發展。由於玄學流行，老莊的自然觀和江南秀麗的山水結合，使得繪畫脫離儒學的限制，朝向純藝術的方向發展，陸探微為宋明帝時期著名的宮廷畫家，然而其作品均已失傳。由於山水诗的出现，使得长期以来的以表现人物为主的绘画传统转变為山水景色，例如宗炳是中國最早的山水畫理論著述。其《畫山水序》最為著名，精闢地理解「山水以形媚道」之外，在自然山水的觀察，歸納出展現物體遠近的繪畫方法；另外山水畫家王微，著有《敘畫》一篇，強調觀察自然和主觀能動作用。

## 社會
江南社會的人口很複雜，大致上可分為四個階層：名門豪族的世族；自耕農、新民等從事農工商的編戶齊民；屬於部曲、佃客、衣食客、門生舊故等依附世族的依附人，受政府控管的雜戶、百工戶、兵戶與營戶也是依附人；最後是奴婢、生口、隸戶，這些都屬於奴隸。
雖然文化士族的實力大削，但劉宋仍維持世族社會的結構；而江北豪族的地位與權力雖遜於江南的僑吳士族，但在經濟力與軍事實力方面，卻高出甚多。世族控制的人口有部曲、佃客與奴隸，不經「自贖」或「放遣」，是不能獲得自由的。由於南朝大家族制的衰亡使得部曲逐漸受國家控制。佃客的來源有政府依官品賜給與私自招誘。奴隸的主要來源是破產的農民或是流民，他們是地主的私產，因而可以抵押或買賣。為了防止逃亡，奴隸都被「黥面」。奴隸可以經由「糜喃為客」、「發奴為兵」等方式轉化為地主的佃客和國家的士兵。自耕農是當時農業生產的重要力量。他們對朝廷負擔租調、雜稅、徭役以及兵役，這些都使許多自耕農破產流亡，淪為世族的部曲和佃客。劉宋實行三國以來的世兵制，兵戶世代當兵，平時還需要交納租調。由於手工業者很缺，故官府對雜戶或百工戶的控制極嚴，百工戶從民間徵調到官府作坊後，與配到作坊里的刑徒為伍，終年勞作，世代相襲。如果世族、官僚私佔百工戶往往受到懲治。
江南社會約在晉末宋初由大家庭制轉化為小家庭，在同一家族不同職業的十家就有七八家之多，互相漠視。這是因為宗族發展後各家庭親疏貧富不同，若無共同外患就容易分離；朝廷課稅方式對大家族制無益而導致的。

## 君主

### 君主列表
| 庙号                        | 谥号                        | 名讳                              | 在世时间     | 在位时间     | 年号及使用时间 | 年号及使用时间 | 陵寝   |
| --------------------------- | --------------------------- | --------------------------------- | ------------ | ------------ | -------------- | -------------- | ------ |
| —                           | 孝皇帝 （武帝刘裕追谥）     | 劉翹                              | ？           | —            | —              | —              | —      |
| 高祖                        | 武皇帝                      | 刘裕                              | 363年－422年 | 420年－422年 | 永初           | 420年－422年   | 初宁陵 |
| —                           | —                           | 刘义符 （废为营阳王，史称少帝）   | 406年－424年 | 423年        | 景平           | 423年          | —      |
| 中宗 （刘劭尊）             | 景皇帝 （刘劭谥）           | 刘义隆                            | 407年－453年 | 424年－453年 | 元嘉           | 424年－453年   | 長寧陵 |
| 太祖 （孝武帝刘骏改上庙号） | 文皇帝 （孝武帝刘骏改谥）   | 刘义隆                            | 407年－453年 | 424年－453年 | 元嘉           | 424年－453年   | 長寧陵 |
| —                           | —                           | 刘劭                              | 426年－453年 | 453年        | 太初           | 453年          | —      |
| 世祖                        | 孝武皇帝                    | 刘骏                              | 430年－464年 | 453年－464年 | 孝建           | 453年－456年   | 景寧陵 |
| 世祖                        | 孝武皇帝                    | 刘骏                              | 430年－464年 | 453年－464年 | 大明           | 457年－464年   | 景寧陵 |
| —                           | —                           | 刘子业 （史称前废帝）             | 449年－465年 | 465年        | 永光           | 465年          | —      |
| —                           | —                           | 刘子业 （史称前废帝）             | 449年－465年 | 465年        | 景和           | 465年          | —      |
| 太宗                        | 明皇帝                      | 刘彧                              | 439年－472年 | 465年－472年 | 泰始           | 465年－471年   | 高寧陵 |
| 太宗                        | 明皇帝                      | 刘彧                              | 439年－472年 | 465年－472年 | 泰豫           | 472年          | 高寧陵 |
| —                           | —                           | 劉子勛                            | 456年－466年 | 466年        | 义嘉           | 466年          | —      |
| —                           | —                           | 劉昱 （废为苍梧王，史称后废帝）   | 463年－477年 | 473年－476年 | 元徽           | 473年－476年   | —      |
| —                           | 顺皇帝 （南齐高帝蕭道成谥） | 刘準 （南齐高帝蕭道成降封汝阴王） | 469年－479年 | 477年－479年 | 昇明           | 477年－479年   | 遂寧陵 |

### 君主世系图
|                            |                            |                            |                            |                            |                            |  |  |                          |                          |                          |                          |                          |                          |  |  | 宋武帝刘裕 363-420-422   |                          |                          |                          |                          |                          |  |  |                        |                        |                        |                        |                        |                        |  |  |  |  |  |  |  |  |  |  |  |  |  |  |  |  |  |  |
|                            |                            |                            |                            |                            |                            |  |  |                          |                          |                          |                          |                          |                          |  |  |                          |                          |                          |                          |                          |                          |  |  |                        |                        |                        |                        |                        |                        |  |  |  |  |  |  |  |  |  |  |  |  |  |  |  |  |  |  |
|                            |                            |                            |                            |                            |                            |  |  |                          |                          |                          |                          |                          |                          |  |  |                          |                          |                          |                          |                          |                          |  |  |                        |                        |                        |                        |                        |                        |  |  |  |  |  |  |  |  |  |  |  |  |  |  |  |  |  |  |
|                            |                            |                            |                            |                            |                            |  |  | 宋少帝刘义符 406-423-424 | 宋少帝刘义符 406-423-424 | 宋少帝刘义符 406-423-424 | 宋少帝刘义符 406-423-424 | 宋少帝刘义符 406-423-424 | 宋少帝刘义符 406-423-424 |  |  | 宋文帝刘义隆 407-424-453 | 宋文帝刘义隆 407-424-453 | 宋文帝刘义隆 407-424-453 | 宋文帝刘义隆 407-424-453 | 宋文帝刘义隆 407-424-453 | 宋文帝刘义隆 407-424-453 |  |  |                        |                        |                        |                        |                        |                        |  |  |  |  |  |  |  |  |  |  |  |  |  |  |  |  |  |  |
|                            |                            |                            |                            |                            |                            |  |  | 宋少帝刘义符 406-423-424 | 宋少帝刘义符 406-423-424 | 宋少帝刘义符 406-423-424 | 宋少帝刘义符 406-423-424 | 宋少帝刘义符 406-423-424 | 宋少帝刘义符 406-423-424 |  |  | 宋文帝刘义隆 407-424-453 | 宋文帝刘义隆 407-424-453 | 宋文帝刘义隆 407-424-453 | 宋文帝刘义隆 407-424-453 | 宋文帝刘义隆 407-424-453 | 宋文帝刘义隆 407-424-453 |  |  |                        |                        |                        |                        |                        |                        |  |  |  |  |  |  |  |  |  |  |  |  |  |  |  |  |  |  |
|                            |                            |                            |                            |                            |                            |  |  |                          |                          |                          |                          |                          |                          |  |  |                          |                          |                          |                          |                          |                          |  |  |                        |                        |                        |                        |                        |                        |  |  |  |  |  |  |  |  |  |  |  |  |  |  |  |  |  |  |
| 刘劭 426-453               | 刘劭 426-453               | 刘劭 426-453               | 刘劭 426-453               | 刘劭 426-453               | 刘劭 426-453               |  |  | 宋孝武帝刘骏 430-453-464 | 宋孝武帝刘骏 430-453-464 | 宋孝武帝刘骏 430-453-464 | 宋孝武帝刘骏 430-453-464 | 宋孝武帝刘骏 430-453-464 | 宋孝武帝刘骏 430-453-464 |  |  |                          |                          |                          |                          |                          |                          |  |  | 宋明帝刘彧 439-465-472 | 宋明帝刘彧 439-465-472 | 宋明帝刘彧 439-465-472 | 宋明帝刘彧 439-465-472 | 宋明帝刘彧 439-465-472 | 宋明帝刘彧 439-465-472 |  |  |  |  |  |  |  |  |  |  |  |  |  |  |  |  |  |  |
| 刘劭 426-453               | 刘劭 426-453               | 刘劭 426-453               | 刘劭 426-453               | 刘劭 426-453               | 刘劭 426-453               |  |  | 宋孝武帝刘骏 430-453-464 | 宋孝武帝刘骏 430-453-464 | 宋孝武帝刘骏 430-453-464 | 宋孝武帝刘骏 430-453-464 | 宋孝武帝刘骏 430-453-464 | 宋孝武帝刘骏 430-453-464 |  |  |                          |                          |                          |                          |                          |                          |  |  | 宋明帝刘彧 439-465-472 | 宋明帝刘彧 439-465-472 | 宋明帝刘彧 439-465-472 | 宋明帝刘彧 439-465-472 | 宋明帝刘彧 439-465-472 | 宋明帝刘彧 439-465-472 |  |  |  |  |  |  |  |  |  |  |  |  |  |  |  |  |  |  |
|                            |                            |                            |                            |                            |                            |  |  |                          |                          |                          |                          |                          |                          |  |  |                          |                          |                          |                          |                          |                          |  |  |                        |                        |                        |                        |                        |                        |  |  |  |  |  |  |  |  |  |  |  |  |  |  |  |  |  |  |
| 宋前废帝刘子业 449-464-465 | 宋前废帝刘子业 449-464-465 | 宋前废帝刘子业 449-464-465 | 宋前废帝刘子业 449-464-465 | 宋前废帝刘子业 449-464-465 | 宋前废帝刘子业 449-464-465 |  |  | 劉子勛 456-466           | 劉子勛 456-466           | 劉子勛 456-466           | 劉子勛 456-466           | 劉子勛 456-466           | 劉子勛 456-466           |  |  | 宋后废帝劉昱 463-472-477 | 宋后废帝劉昱 463-472-477 | 宋后废帝劉昱 463-472-477 | 宋后废帝劉昱 463-472-477 | 宋后废帝劉昱 463-472-477 | 宋后废帝劉昱 463-472-477 |  |  | 宋顺帝刘準 469-477-479 | 宋顺帝刘準 469-477-479 | 宋顺帝刘準 469-477-479 | 宋顺帝刘準 469-477-479 | 宋顺帝刘準 469-477-479 | 宋顺帝刘準 469-477-479 |  |  |  |  |  |  |  |  |  |  |  |  |  |  |  |  |  |  |

### 引用
1. 1 2  徐俊. . 湖北武昌: 华中师范大学出版社. 2000年11月: 142–144. ISBN 7-5622-2277-0.
2. ↑  《资治通鉴·宋纪一》胡三省注：“刘氏世居彭城，于春秋时宋土也，故帝始建国号曰宋。”
3. ↑  （梁）裴子野，《宋略‧總論》
4. ↑  （梁）裴子野，《宋略‧總論》：「永初末歲，天子負扆矜懷，以燕、代戎幄，岐、梁重梗，將誓六師，屠桑乾而境北狄，三事大夫顧相謂曰：『待夫振旅凱入，乘轅南返，請具銀繩瓊檢，告報東嶽。』既而洮弗不興，即年厭世」
5. ↑  鄒紀萬（1992年）：《中國通史 魏晉南北朝史》第一章〈魏晉南北朝的政治變遷〉，第73頁。
6. ↑  嚴耀中，〈評宋孝武帝及其政策〉，《上海師範大學學報》1987年第一期
7. 1 2  川勝義雄，〈貨幣經濟的進展與侯景之亂〉，《六朝貴族制社會研究》
8. ↑  《資治通鑑‧卷129》：「東方諸郡連歲旱饑，米一升錢數百，建康亦至百餘錢，餓死什六七」；三十多萬人死亡的分析，見宋孝武帝條目之註釋。
9. ↑  方北辰，《魏晉南朝江東世家大族論述》，頁85-86。
10. ↑  魏收，《魏書‧卷九十七‧島夷劉裕傳》：「是歲，凡諸郡士族婚官點（玷）雜者，悉黜為將吏，而人情驚怨，並不服役，逃竄山湖，聚為寇盜。」
11. ↑  魏收，《魏書‧卷九十七‧島夷劉裕傳》：「（劉彧）綱紀不立，風政頹弊，境內多難，民庶嗷然。遂廣募義勇，置為部曲。於是官品淪褫，士人渾亂，民眾顒顒，咸願來奔矣」
12. ↑  （梁）沈約，《宋書‧卷七十四‧沈攸之傳》：「臺直閤高道慶家在江陵，（沈）攸之初至州，道慶時在家，牒其親戚十餘人，求州從事西曹，攸之為用三人。道慶大怒，自入州取教，毀之而去。」
13. 1 2  （宋）司馬光，《資治通鑑‧卷一百三十三》
14. ↑  《宋略‧總論》：「初，世祖登遐，委重於二載。太宗晏駕，亦托孤於王、阮，……」，南朝梁裴子野著。
15. ↑  （梁）蕭子顯，《南齊書‧卷二十七‧李安民傳》：「（李安民）轉征虜將軍、東中郎司馬、行會稽郡事。安民將東，太祖（蕭道成）與別宴語，淹留日夜。安民密陳宋運將盡，曆數有歸。蒼梧縱虐，太祖憂迫無計，安民白太祖欲於東奉江夏王躋起兵，太祖不許，乃止。」
16. ↑  （宋）司馬光，《資治通鑑·卷一百三十四》
17. ↑  盛弘之《荊州記》：「元嘉中，以京師根本之所寄，荊楚爲重鎮，上流之所總，擬周之分陝；晋、宋以降，此爲西陝」
18. ↑  傅樂成，〈荊州與六朝政局〉，《漢唐史論集》（台北：聯經出版社，1977）
19. ↑  安田二郎著、夏日新譯，〈劉宋大明年間的襄陽土斷〉，日文原文收入在安田氏著《六朝政治史の研究》
20. ↑  陳寅恪，〈述東晉王導之功業〉，《金明館叢稿初編》（北京：三聯書店，2001）
21. ↑  唐長孺，〈門閥的形成及其衰落〉，《中國社會經濟史參考文獻》，台北：華世出版社，1984
22. ↑  川勝義雄著，徐谷芃、李濟滄譯，〈第三篇第一章：劉宋政權的成立與寒門武人〉、〈第三篇第二章：《世說新語》的編纂－元嘉之治的一個側面〉，《六朝貴族制社會研究》。川勝義雄用日本學界慣用的「貴族制」來稱呼門閥體制，他所稱「被排出在軍權之外的貴族」（頁238），其實指的是文化士族
23. ↑  （宋）司馬光，《資治通鑑‧卷一百二十三》：「（劉義康）嘗謂劉湛曰：「王敬弘、王球之屬，竟何所堪！坐取富貴，復那可解！」〔胡三省注：王敬弘恬淡有重名，王球簡貴虛靜，皆以門望位八坐，不以文案關心，故義康云然。〕」
24. ↑  唐長孺，〈士人蔭族特權和士族隊伍的擴大〉，《魏晉南北朝史論拾遺》
25. ↑  魏收，《魏書‧卷九十七‧島夷劉裕傳》：「（劉彧）綱紀不立，風政頹弊，境內多難，民庶嗷然。遂廣募義勇，置為部曲。於是官品淪褫，士人渾亂，民眾顒顒，咸願來奔矣」，這也是為何蕭道成登基為齊帝以後，首要大事就是詔「斷眾募」，作為重建士族制度的第一步。
26. ↑  （宋）司馬光，《資治通鑑‧卷一百二十一》：「魏主聞之，治兵將伐夏，群臣咸曰：「劉義隆兵猶在河中，〔言在黃河之中流。〕捨之西行，前寇未必可克，而義隆乘虛濟河，則失山東矣。」〔此山東謂太行、恆山以東，即河北之地〕魏主以問崔浩，對曰：「義隆與赫連定遙相招引，以虛聲唱和，共窺大國，義隆望定進，定待義隆前，皆莫敢先入；譬如連雞，不得俱飛，無能為害也。」
27. ↑  鄭欽仁等，《魏晉南北朝史》，第九章〈從拓跋到北魏〉，此章由張繼昊撰寫
28. ↑  趙翼，《廿二史劄記》卷十四〈南北朝通好以使命為重〉
29. ↑  （宋）司馬光，《資治通鑑‧卷一百三十六》488年條：「魏遣兵擊百濟，為百濟所敗。〔胡三省注：據李延壽《南史》，其先以百家濟海，後浸強盛以立國，故曰百濟。（東）晉世句麗略有遼東，百濟亦據有遼西、晉平二郡地。〕」
30. ↑  谷川道雄著、李濟滄譯，〈中國古典時代的終結與東亞世界的成立〉，收入在《日本中國史研究年刊2007年度》
31. ↑  五世紀的高句麗人口大約在300萬以上，次於劉宋的五、六百萬人；七世紀高句麗在失去富庶的漢江流域以後，仍有69萬戶，人口至少350萬
32. ↑  （韓）盧泰敦著、張成哲譯，《高句麗史研究》（台北：學生書局，2007）
33. ↑  （唐）李延壽，《南史‧卷七十九‧高句麗傳》
34. ↑  馬司培羅《占婆史》第二章《起源》，臺灣商務印書館，31─34頁。
35. ↑  《水經注疏》卷三十六，酈道元注，楊守敬、熊會貞疏，江蘇古籍出版社，3014頁。
36. ↑  馬司培羅《占婆史》第二章《起源》，臺灣商務印書館，34─38頁。
37. ↑  萬繩楠（1994年）：《魏晉南北朝史論稿》第十四章〈南北其他民族問題〉，第372頁。
38. ↑  《後漢書 卷第八十六 南蠻西南夷列傳第七十六 》:「李賢注:今辰州盧溪縣有武山。黃閔《武陵記》曰:山高可萬仞、山半有槃瓠石室、可容數萬人。」
39. ↑  朱大渭，〈南朝少數民族概況及其與漢族的融合〉，《六朝史論》（北京：中華書局，1997）
40. ↑  安田二郎，〈晋安王劉子勛の反乱と豪族・土豪層〉，《六朝政治史の研究》
41. ↑  田餘慶，〈北府兵始末〉，《秦漢魏晉史探微》
42. ↑  萬繩楠編，《陳寅恪魏晉南北朝講演錄》，第十一篇〈楚子集團與江左政權的轉移〉
43. ↑  安田二郎，〈南齊高帝の革命軍團と淮北四州の豪族〉，《六朝政治史の研究》；吳慧蓮，《東晉劉宋時期之北府》，第五章第四節〈淮陰集團和蕭道成之崛起〉
44. ↑  韓樹峰，〈青齊豪族在南北朝的變遷〉，《南北朝時期淮漢迤北的邊境豪族》
45. ↑  此據（梁）沈約，《宋書‧州郡志》；另外（唐）杜佑之《通典‧食貨》則紀錄464年劉宋有906,874戶、4,685,501人
46. ↑  杜正勝考察秦漢到唐宋的家庭型態，認為曹操取消商鞅的「分家令」之後，六朝時代的一戶大約六七口以上，最少也有六口。見杜正勝：《傳統家族試論》，《大陸雜誌》第65卷第2、3期
47. ↑  閻守誠，《中國人口史》，頁120
48. ↑  《中國文明史 第四卷 魏晉南北朝 上冊》第五章 曲折發展的經濟，第298頁。
49. ↑  《中國文明史 第四卷 魏晉南北朝 上冊》第五章 曲折發展的經濟，第304頁。
50. ↑  《中國文明史 第四卷 魏晉南北朝 上冊》第五章 曲折發展的經濟，第240頁。
51. ↑  復旦大學（1982年）：《中国古代经济简史》第三章〈封建社会三国两晋南朝的经济〉，第73頁。
52. ↑  《宋書 卷第五十四 列傳第十四》：「江南之為國盛矣，雖南包象浦，西括邛山，至於外奉貢賦，內充府實，止於荊、揚二州。……地廣野豐，民勤本業，一歲或稔，則數郡忘飢。」
53. ↑  《中國文明史 第四卷 魏晉南北朝 上冊》第五章 曲折發展的經濟，第361頁。
54. ↑  《中國文明史 第四卷 魏晉南北朝 上冊》第五章 曲折發展的經濟，第348頁。
55. ↑  《中國文明史 第四卷 魏晉南北朝 上冊》第五章 曲折發展的經濟，第374頁。
56. ↑  《文心雕龍‧明詩》﹕「宋初文詠，體有因革，莊老告退，而山水方滋，驪采百字之偶，爭價一句之奇。情必極貌以寫物，辭必窮力而追新，此近世之所競也。」
57. ↑  謝保成主編（2006年）《中國史學史》（第一冊）第三編第二章《斷代史的延續》，北京商務印書館出版，第289至290頁。
58. ↑  潘德深（1994年）《中國史學史》第三篇《魏晉南北朝史學》，五南圖書出版有限公司出版，第100至101頁。
59. ↑  藝術與建築索引典—劉宋 （页面存档备份，存于） 於2011年4月1日查閱
60. ↑  鄒紀萬（1992年）：《中國通史 魏晉南北朝史》第五章魏晉南北朝的學術與信仰，第199頁。
61. ↑  《畫山水序》：「且夫昆崙山之大，瞳子之小，迫目以寸，則其形莫睹，迥以數里，則可圍於寸眸。誠由去之稍闊，則其見彌小。今張絹素以遠暎，則昆、閬之形，可圍於方寸之內。」
62. ↑  萬繩楠（1994年）：《魏晉南北朝史論稿》第十一章〈南朝時代歷史的變化與發展〉，第251頁。
63. ↑  《宋書 卷八十二 列傳第四十二 周朗》：｢今士大夫以下，父母在而兄弟異計，十家而七矣。庶人父子殊產，亦八家而五矣。凡甚者，乃危亡不相知，饑寒不相恤，又嫉謗讒害，其間不可稱數。｣